# Тернопіль (журнал)
Журнал «Тернопіль» заснований у жовтні 1990 року. Засновник — Тернопільське обласне управління преси. У 1991 році реєстраційне свідоцтво № 4. Від 1992 року журнал як республіканське видання зареєстрований Держкомпреси України (14.06.1991). Свідоцтво про реєстрацію: серія КП № 367.

## Історія
Перше число з'явилося у січні 1991 року. Часопис виходив чотири рази на рік. 1993 журнал висунуто на здобуття Державної (нині Національної) премії України імені Тараса Шевченка.
На сторінках журналу вперше в незалежній Україні опубліковані оповідання Богдана Лепкого «За що?», «Чорним шляхом «та «Івашко» — 2-а і 3-я частини історичного роману Юліана Опільського «Опирі», роман Уласа Самчука «Марія»; художні твори і краєзнавчі дослідження Григорія Барана, Богдана Бастюка, Галини Гордасевич, Бориса Демківа, Левка Крупи, Романа Лубківського, Марії Матіос, Петра Медведика, Дмитра Павличка, Богдана Пиндуса, Левка Різника, Степана Сапеляка, Оксани Сенатович та інших.
Редакцією журналу засновано Всеукраїнську літературно-мистецьку премію імені Братів Богдана та Левка Лепких. Від 1994 журнал редагував Б. Мельничук; Через нестачу коштів журнал припинив вихід. Останній випуск — 1997 рік.
Від березня 2008 року відновлений як «Літературний Тернопіль».

## Редакційна рада
Шеф-редактор — Борис Хижняк. Головний редактор — за 1991–1994 роки Михайло Ониськів, 1995–1997 роки — Богдан Мельничук.

## Основні рубрики
- «Нам пора для України жить»;
- «Імена, на які накладали табу»;
- «Пантеон українства»;
- «Наука і суспільство»;
- «Вчорашні рани»;
- «Сучасність. Полеміка»;
- «Золота сурма: Поезія»;
- «Мала проза»;
- «Велика проза. Першодрук»;
- «Тернопілля у дзеркалі часу: події, факти,імена»;
- «Срібні октави»;
- «Подільський віночок».

## Видання журналу
Антології
- «Українські пісні-гімни» (Т., 1992);
- «Державний Прапор і Герб України: Історія та сучасність» (Т., 1992);
- «Тернопільщина літературна» (Т., 1991—94).

Додатки
- «Великодний»;
- «Художники Тернопільщини»;
- «Українська гімназія в Тернополі. 1898—1944».

Від 1992 виходить газета журналу «Т.» — «Русалка Дністрова» (головний редактор — Б. Мельничук).